# Shanaze Reade
Shanaze Danielle Reade (Crewe, 23 de septiembre de 1988) es una deportista británica que compitió en ciclismo en las modalidades de BMX y pista, especialista en la prueba de velocidad por equipos.
Ganó tres medallas en el Campeonato Mundial de Ciclismo en Pista entre los años 2007 y 2009.
En BMX obtuvo cinco medallas en el Campeonato Mundial de Ciclismo BMX entre los años 2007 y 2012.
Participó en dos Juegos Olímpicos de Verano, en los años 2008 y 2012, ocupando el sexto lugar en Londres 2012, en la carrera femenina de BMX.

## Medallero internacional
| Campeonato Mundial | Campeonato Mundial           | Campeonato Mundial | Campeonato Mundial |
| Año                | Lugar                        | Medalla            | Competición        |
| ------------------ | ---------------------------- | ------------------ | ------------------ |
| 2007               | Victoria (Canadá)            | Medalla de oro     | Carrera            |
| 2008               | Taiyuan (China)              | Medalla de oro     | Carrera            |
| 2010               | Pietermaritzburg (Sudáfrica) | Medalla de oro     | Carrera            |
| 2011               | Copenhague (Dinamarca)       | Medalla de oro     | Contrarreloj       |
| 2012               | Birmingham (Reino Unido)     | Medalla de plata   | Contrarreloj       |

| Campeonato Mundial | Campeonato Mundial         | Campeonato Mundial | Campeonato Mundial    |
| Año                | Lugar                      | Medalla            | Competición           |
| ------------------ | -------------------------- | ------------------ | --------------------- |
| 2007               | Palma de Mallorca (España) | Medalla de oro     | Velocidad por equipos |
| 2008               | Mánchester (Reino Unido)   | Medalla de oro     | Velocidad por equipos |
| 2009               | Pruszków (Polonia)         | Medalla de plata   | Velocidad por equipos |